# Slaget vid Hamburger Hill
Slaget vid Hamburger Hill var ett slag under Vietnamkriget som utkämpades 1969 i Sydvietnam mindre än en kilometer från gränsen till Laos. Det stod mellan cirka 1 800 amerikanska soldater ur US Airborne och cirka 800 från den reguljära vietnamesiska folkarmén mellan den 10 och 20 maj 1969. Den vietnamesiska militären hade befäst det 937 meter höga berget "Hill 937" som inte hade något egentligt militärstrategiskt värde. Amerikanska infanterigrupper attackerade berget från flera håll vilket ledde till spridda mindre slag och även ställningskrig mot de nedgrävda vietnamesiska trupperna som påminde om första världskrigets skyttegravskrig. 
Detta var det sista stora slaget "man mot man" och efter detta ändrade USA sin strategi avseende markkrig.
History Channels serie Vietnam: Lost Films episod 4 berättar om slaget.